# Hafen von Algeciras
Der Hafen von Algeciras liegt bei Algeciras, einer Stadt in der Provinz Cádiz in der autonomen Gemeinschaft Andalusien in Spanien. Es ist ein Handels-, Fischerei- und Passagierhafen. Er ist in erster Linie ein Umschlaghafen und seine Lage in der Nähe der Straße von Gibraltar und der wichtigsten Ost-West-Schifffahrtsrouten macht ihn zu einem der verkehrsreichsten Umschlagplätze der Welt. Neben Containern umfasst der Hafenbetrieb auch den Umschlag von Bunkertreibstoff, Kreuzfahrtschiffe und Einrichtungen für eine Fischereiflotte. Mit dem Hafen Tanger-Med besteht ein dauerhafter Fährverkehr, ebenso mit der spanischen Enklave Ceuta durch das spanische Fährunternehmen Balearia.
Im Jahr 2019 betrug der Containerumschlag 5,1 Millionen Twenty-foot Equivalent Unit, womit er der zweitgrößte Hafen nach Containerumschlag in Spanien war und weltweit auf Platz 32 lag. Er konkurriert mit Tanger-Med um den lokalen Umschlagmarkt. Er besteht aus zahlreichen maritimen Infrastrukturen, die über die gesamte Bucht von Algeciras verstreut sind. Obwohl nur die Stadt Algeciras und La Línea de la Concepción die Bucht überblicken, gibt es im Rest des Ufers Hafenanlagen, die auch zu den Gemeinden San Roque und Los Barrios gehören.

## Geschichte
Im Gegensatz zu anderen großen europäischen Häfen ist der heutige Hafen recht jung. In der Antike konzentrierte sich die Seeschifffahrt auf Carteia, das im Mittelalter aufgegeben wurde. Während der muslimischen Präsenz auf der Iberischen Halbinsel wurde Algeciras zum Übergangspunkt für die Überquerung der Straße von Gibraltar. Während der Reconquista wurde das Grenzgebiet zum maurischen Emirat von Granada, was dazu führte, dass es 1379 zerstört und verlassen wurde. Die Bevölkerung konzentrierte sich nun in Gibraltar.
Mit der Eroberung von Gibraltar 1704 floh die Bevölkerung und verteilte sich hauptsächlich entlang der Bucht. Es wurden mehrere Siedlungen gegründet, von denen die einzige am Meeresufer die Wiederbesiedlung von Algeciras war. In der neuen Aufteilung der Bucht wurde erst 1894 eine Hafenanlage geschaffen, als an der Mündung des Río de la Miel ein hölzerner Steg entstand. Mit der wirtschaftlichen Integration von Spanien in die Europäische Union wurde der Hafen einer der wichtigsten im Mittelmeerraum.